# Суетнов, Виктор Павлович
Виктор Павлович Суетнов (укр. Віктор Павлович Суєтнов; 8 октября 1936, село Тольский Майдан, Горьковская область, РСФСР — 1988) — советский украинский учёный-правовед, специалист в области криминалистики. Кандидат юридических наук, доцент. В 1970-х — начале 1980-х работал в Харьковском юридическом институте, где был доцентом кафедры криминалистики и деканом следственно-криминалистического факультета.

## Биография
Виктор Суетнов родился 8 октября 1936 года в селе Тольский Майдан Лукояновского района Горьковской области. В 1955 году был призван на срочную службу, которую проходил на Военно-морском флоте СССР, был учеником электрика связи в Кронштадте. Затем он был переведён в Поти (Грузинская ССР), где продолжал службу до 1959 года на должности старшины радиорелейной станции, а потом и помощника командира взвода радиорелейной связи.
После демобилизации учился в Харьковском юридическом институте, который окончил в 1963 году. После окончания вуза начал работать на должностях оперуполномоченного, а затем и старшего оперуполномоченного в Отделе по борьбе с хищениями социалистической собственности МВД Молдавской ССР.
Поступил в аспирантуру Харьковского юридического института, которую окончил в 1970 году и начал работать на должности ассистента на кафедре криминалистики этого вуза. В следующем году под научным руководством профессора А. Н. Колесниченко, и с официальными оппонентами Л. Е. Ароцкером и В. В. Братковской успешно защитил диссертацию на соискание учёной степени кандидата юридических наук по теме «Методика расследования хищений в плодоовощной консервной промышленности». В 1972 году занял должность старшего преподавателя, а спустя пять лет — доцента на той же кафедре. Суетнов преподавал учебную дисциплину «криминалистика».
В сентябре 1974 года в Харьковском юридическом институте был создан факультет подготовки кадров для МВД (следственно-криминалистический) № 3. Виктор Суетнов стал первым деканом этого структурного подразделения вуза, занимая эту должность с 1977 по 1980 год.
В 1984 году он перешёл работать в Харьковский инженерно-экономический институт, где преподавал на кафедре права.
Виктор Павлович Суетнов скончался в 1988 году.
Коллегами по вузу характеризовался как «высококвалифицированный специалист».

## Научные исследования
В. П. Суетнов занимался исследованием методологии криминалистической науки, подготовки и проведения экспертиз по назначению суда, методикой расследования хищений в целом и отдельных видов (хищений государственного и общественного имущества, хищений на предприятиях пищевой промышленности). Среди научных работ Виктора Суетнова главными считаются:
- Судебные экспертизы при расследовании хищений государственного и общественного имущества : учеб. пособие / А. Н. Колесниченко, В. П. Суетнов, Я. С. Сапошинский ; Министерство высшего и среднего специального образования УССР, ХЮИ. — Х.: Юрид. ин-т, 1974. — 24 с.
- Суетнов В. П. Основы расследования хищений : монография / В. П. Суетнов. — Х.: Вища шк. Изд-во при Харьк. ун-те, 1977. — 107 с.